# 광덕
광덕(光德)은 고려(高麗)의 4대 광종(光宗)이 즉위 하면서 쓴 연호(年號)로 949년에서 952년까지 쓰였다.

## 서기와의 대조표
| 광덕 | 원년       | 2년        | 3년        | 4년        |
| 서기 | 949년      | 950년      | 951년      | 952년      |
| 간지 | 기유(己酉) | 경술(庚戌) | 신해(申亥) | 임자(壬子) |

## 같이 보기
- 천수
- 준풍